# سینماویر
سینماویر (انگلیسی: Cinemaware) شرکت بازی ویدئویی آمریکایی است، که در سال ۱۹۹۱ تأسیس شد.